# 熊野本遺跡
熊野本遺跡（くまのもといせき）は、滋賀県高島市新旭町熊野本にある遺跡。饗庭野台地（あいばのだいち）にある遺跡で、これまでの発掘調査で多数の竪穴建物・掘立柱建物・墳丘墓などが見つかっている。竪穴建物の分布が東西300メートル×南北200メートル、面積6ヘクタールの大規模なムラであったと思われる。今から約2000年前に最も発達し、墳丘墓が築かれる約1800年前に衰退したと考えられる。

## 概要
滋賀県高島市新旭町に所在する熊野本遺跡群は、饗庭野台地を経由して若狭～日本海～大陸へと抜けるルート上に位置する。この地域が古代より重要な地域と考えられていたことは、遺跡の分布から窺うことができる。熊野本遺跡は発掘調査によって、弥生時代中期後半から後期にかけての竪穴建物が約40棟確認されている。これらの分布は東西約300メートル、南北約200メートルで、面積約6ヘクタールの規模を有する集落であることが判明している。また、検出した竪穴建物には直径約12メートルに及ぶ円形建物を含み、竪穴建物群が何度も建て替えられたことが窺える。

## 出土品
これらの竪穴建物や遺物包含層からは鉄製品や鉄素材が多数出土している。鉄製品とともに鉄素材が多数出土していることから加工・製作していた可能性が指摘されている。また、緑色凝灰岩の剥片も出土しており、玉造りが行われていたものと考えられる。これらは弥生時代中期後半にかけて日本海岸地域を経由して流入したものと推測される。遺跡の南西部からは、東西約12メートル・南北約15メートルの規模を測る、弥生時代後期末の墳丘墓が検出された。木棺跡からは水銀朱とガラス小玉741点が出土した。墳丘裾では貼石と考えられる人頭大の石や、水銀朱を加工したと考えられるL字状石杵が出土している。墓の特徴や出土遺物から日本海岸地域との関係が窺える。

## 熊野本遺跡群（弥生時代）と熊野本古墳群（古墳時代）の関連性
熊野本遺跡は、弥生時代中期後半から後期にかけて日本海岸地域と近畿及び東海を結ぶ位置に営まれ、日本列島内に鉄器文化が急速に普及する時期であることから、湖西地域の拠点的な集落と考えられる。また、遺跡の廃絶後には集落内に墳丘墓が築造されることから、周辺には墳丘墓による墓域が形成されていた可能性が推察される。
熊野本遺跡が広がる台地状の丘陵部と谷を隔てた北側に存在する尾根部には、熊野本古墳群が分布する。熊野本遺跡と同様に昭和40年代（1965年～74年）の滋賀県教育委員会の分布調査により、円墳22基、方墳12基、前方後円墳1基、前方後方墳1基で構成される古墳群であることが判明した。古墳群は5世紀中頃から6世紀後半にかけて築造されたものと推定されていたが、前方後方墳の6号墳や前方後円墳である12号墳は築造時期が古墳時代前期（3世紀）に遡る可能性も考えられる。
また、大型方墳である18号墳と大型円墳である19号墳は古墳時代中期の築造の可能性が考えられる。
このことから、古墳群内で古墳時代前期から中期まで湖西地域の首長墓が継続して営まれていたものと推察される。また、熊野本遺跡に弥生時代後期の墳丘墓も存在するので、この時期から首長墓が連続して築造されていたことも推察でき、湖西地域北部における弥生時代から古墳時代の首長墓系譜を考える上で重要な古墳群とされている。